# Engvang
Engvang er et socialt boligbyggeri i det sydøstlige Holbæk med 612 lejligheder og 1.493 indbyggere. 
Betegnelserne Engvang eller "Vang-området" er en ofte anvendt fælles betegnelse for de tre boligområder Engvang, Havevang og Agervang.
55°42′10″N 11°43′50″Ø / 55.70278°N 11.73056°Ø